# Уна Чаплін
Уна Чаплін (англ. Oona Chaplin; нар. 4 червня 1986, Мадрид, Іспанія) — іспанська акторка. Онука Чарлі Чапліна.

## Біографія
Уна Чаплін народилася в Мадриді. Її батьки — актриса Джеральдіна Чаплін та чилійський кінооператор Патрісіо Кастілья. Названа на честь своєї бабусі Уни О'Ніл. Дитинство проходило в різних країнах, довелось подорожувати через професію матері.
Навчалася у Шотландії. У 2007 закінчила Королівську академію драматичного мистецтва. Уна Чаплін підтримує Росію у війні проти України. Виступає проти зображення росіян у кіно в якості "поганих хлопців" та закликає припинити ідеологічну війну з Росією.

## Кар'єра
Акторську кар'єру розпочала в 2007 році. Перші її ролі були в короткометражних фільмах. У 2008 отримала епізодичну роль в фільмі «Квант милосердя". Тричі довелось зніматися разом з матір'ю.
У 2014 була номінована на премію «Найкращий акторський склад у драматичному серіалі» премія Гільдії кіноакторів США за роль у телесеріалі «Гра престолів».

## Фільмографія

### Фільми
| Рік  | Назва                     | Оригінальна назва       | Роль                 | Примітки             |
| ---- | ------------------------- | ----------------------- | -------------------- | -------------------- |
| 2008 | «Немислиме»               | Inconceivable           | Лора Чеппел          |                      |
| 2008 | «Перший, любов?»          | First, Love?            | Лора                 | короткометражка      |
| 2008 | «Квант милосердя»         | Quantum of Solace       | Дівчина на ресепшені |                      |
| 2009 | «Зображення смерті»       | Imago Mortis            | Аріанна              |                      |
| 2009 | «Кров пелікана»           | Pelican Blood           | Лінда                |                      |
| 2010 | «Збірник вампіра»         | Vampyre compendium      |                      | короткометражка      |
| 2011 | «Для чого ведмідь?»       | ¿Para qué sirve un oso? | Роза                 |                      |
| 2011 | «Двійник диявола»         | The Devil's Double      | красуня              |                      |
| 2011 | «Солоний»                 | Salar                   | Приклад              | короткометражка      |
| 2012 | «Я думаю…»                | I Think, Therefore      | Софія                | короткометражка      |
| 2013 | «Дружба і ніякого сексу?» | What if…                | Джуліанна            |                      |
| 2013 | «Дамська кімната»         | Powder Room             | Джес                 |                      |
| 2014 | «У повітрі»               | Aloft                   | Еліс                 |                      |
| 2014 | «Чистилище»               | Purgatorio              | Марта                |                      |
| 2014 | «Хоук»                    | Hoke                    |                      | телефільм            |
| 2015 | «Найдовша подорож»        | The Longest Ride        | молода Рут           |                      |
| 2015 | «Танцюю для моєї Гавани»  | Dancing for My Havana   | Роза                 |                      |
| 2016 | «Родичі»                  | Realive                 | Наомі                |                      |
| 2017 |                           | Anchor and Hope         | Єва                  |                      |
| 2020 |                           | Epicentro               | у ролі самої себе    | документальний фільм |
| 2024 | «Аватар 3»                | Avatar 3                | Варанг               |                      |

### Серіали
| Рік       | Назва                                   | Оригінальна назва                | Роль            | Примітки                         |
| --------- | --------------------------------------- | -------------------------------- | --------------- | -------------------------------- |
| 2007      | «Привиди»                               | Spooks                           | Кейт            | Епізод: «The Virus (Part 2)»     |
| 2008      | «Привиди: Код 9»                        | Spooks: Code 9                   | Кейт            | 2 епізоди                        |
| 2009      | «Сімейний стан (необхідне підкреслити)» | Married Single Other             | Фабіана         | 3 епізоди                        |
| 2010      |                                         | El Gordo: Una historia verdadera | Сильвія         | 2 епізоди                        |
| 2011—2012 | «Година»                                | The Hour                         | Марні Медден    | 12 епізодів                      |
| 2012      | «Шерлок»                                | Sherlock                         | Джанет          | Епізод: «A Scandal in Belgravia» |
| 2012—2013 | «Гра престолів»                         | Game of Thrones                  | Таліса Мейґір   | 11 епізодів                      |
| 2013      | «Побачення»                             | Dates                            | Міа             | 5 епізодів                       |
| 2014      | «Всередині номера 9»                    | Inside No. 9                     | Сабріна         | Епізод: «A Quiet Night In»       |
| 2014      | «Багряне поле»                          | The Crimson Field                | Кітті Тревеліан | 6 епізодів                       |
| 2014      | «Чорне дзеркало»                        | Black Mirror                     | Грета           | Епізод: «Біле Різдво»            |
| 2016      | «Табу»                                  | Taboo                            | Зільфа Гірі     | 8 епізодів                       |
| 2018      |                                         | My Dinner with Hervé             | Кеті            | Телевізійний фільм               |
| 2020      | «Правило Комі»                          | The Comey Rule                   | Ліза            | мінісеріал                       |

## Нагороди та номінації
2014 — номінація «Найкращий акторський склад у драматичному серіалі» премія Гільдії кіноакторів США за роль у «Грі престолів»